# مستعلقانية
المستعلقانية (الاسم العلمي: Planctomycetia) هي طائفة من البكتيريا تتبع شعبة البكتيريا المستعلقية.

## التصنيف
- المستعلقيات
  - المستعلقات
    - المستعلقة